# NGC 3236
NGC 3236 је елиптична галаксија у сазвежђу Велики медвед која се налази на NGC листи објеката дубоког неба.
Деклинација објекта је + 61° 16' 24" а ректасцензија 10h 26m 48,4s. Привидна величина (магнитуда) објекта NGC 3236 износи 14,4 а фотографска магнитуда 15,4. NGC 3236 је још познат и под ознакама MCG 10-15-81, CGCG 290-40, NPM1G +61.0079, PGC 30711.